# Jakub III
Jakub III Stewart (ur. 10 lipca 1451, zm. 11 czerwca 1488) – król Szkocji w latach 1460–1488 z dynastii Stuartów.

## Życiorys
Syn króla Jakuba II i Marii van Gelre. Dzięki małżeństwu w 1469 r. Jakuba III z Małgorzatą Duńską, córką króla Christiana I, Szkoci zdobyli Orkady i Szetlandy, archipelagi położone u północnych wybrzeży Szkocji. Jakub był jednak królem nielubianym, został pokonany i zabity przez zbuntowanych możnowładców pod przywództwem swego następcy.
Za jego panowania w 1457 roku powstała osobna struktura kościelna w Szkocji. Jakub i Małgorzata Duńska mieli trzech synów:
- Jakuba IV, króla Szkocji (1473–1513)[12],
- Jakuba, księcia Ross, arcybiskupa Saint Andrews (1476–1504)[13],
- Jana, hrabiego Mar (1479–1503)[14].

## Śmierć
Jakub wplątał się w walki z baronami, Anglikami oraz własnym synem Jakubem IV. Podczas bitwy pod Sauchieburn, Jakub został ranny, lecz być może byłby przeżył, gdyby nie nieszczęśliwy tok zdarzeń. Schronił się w młynie, a młynarza poprosił, by sprowadził mu księdza. Młynarz poprosił o pomoc grupkę przejeżdżających rycerzy (członków armii walczącej przeciw Jakubowi III, zapewne poszukujących króla). Jeden z nich obiecał, że zajmie się rannym, a, jako że szaty miał podobne do księżych, młynarz mu uwierzył. Kiedy fałszywy ksiądz zbliżył się do Jakuba, wyciągnął sztylet i ubódł go śmiertelnie. Był to Lord Gray – zajadły wróg Jakuba.